# Klaus Haderer
Klaus Haderer (* 29. August 1962) ist ein deutscher Schauspieler.

## Leben
Klaus Haderer absolvierte nach dem Abitur zunächst ein Studium der Theaterwissenschaften an der Ludwig-Maximilians-Universität München. Ab 1985 absolvierte er eine Schauspielausbildung in West-Berlin. Als Bühnendarsteller trat Haderer in zahlreichen Theaterstücken auf, wie beispielsweise in Die Leiden des jungen Werthers oder in Die lustige Witwe. Ein langjähriges Engagement hatte er am Münchner Staatstheater am Gärtnerplatz.
Seit 1998 hat Haderer als Schauspieler vor der Kamera in bisher über 40 Film-und-Fernsehproduktionen mitgewirkt, darunter vor allem in Episodenrollen in Fernsehserien. In der ARD-Telenovela Sturm der Liebe spielt er seit März 2025 (Folge 4382) in unregelmäßigen Abständen die Rolle des Bürgermeisters Georg „Schorsch“ Gruber.
Klaus Haderer lebt in München.

## Filmografie
- 1998–2000: Café Meineid (Fernsehserie, 2 Folgen, verschiedene Rollen)
- 1999: Pauls Reise
- 1999: Zum Sterben schön
- 1999: Einmal leben
- 2000: Der Bulle von Tölz: Schöne, heile Welt (Fernsehreihe)
- 2001: Tatort: Und dahinter liegt New York (Fernsehreihe)
- 2001: Die Manns – Ein Jahrhundertroman (Mehrteiler)
- 2002: Bobby
- 2002: Die Verbrechen des Professor Capellari (Fernsehreihe, 1 Folge)
- 2002: Der Tod ist kein Beweis
- 2002: Die Freunde der Freunde
- 2002: Das Geheimnis des Lebens
- 2003: Die Rosenheim-Cops (Fernsehserie, 1 Folge)
- 2003: Verschwende deine Jugend
- 2004: Engelchen flieg
- 2004–2013: Unter Verdacht (Fernsehreihe, 2 Folgen, verschiedene Rollen)
- 2005–2019: SOKO Kitzbühel (Fernsehserie, 4 Folgen, verschiedene Rollen)
- 2005: Tatort: Tod auf der Walz
- 2005: SOKO München (Fernsehserie, 1 Folge)
- 2005–2007: Agathe kann’s nicht lassen (Fernsehreihe, 2 Folgen)
- 2005: Heiraten macht mich nervös
- 2005–2011: Um Himmels Willen (Fernsehserie, 2 Folgen, verschiedene Rollen)
- 2005: Tatort: Schneetreiben
- 2006: Forsthaus Falkenau (Fernsehserie, 1 Folge)
- 2006–2013: München 7 (Fernsehserie, 2 Folgen, verschiedene Rollen)
- 2007: Alma ermittelt – Tango und Tod
- 2008: Mord in aller Unschuld
- 2009: Dahoam is Dahoam (Fernsehserie, 2 Folgen)
- 2009: Der Bär ist los! – Die Geschichte von Bruno
- 2010: Keiner geht verloren
- 2012: Mobbing
- 2013: Die Bergretter (Fernsehserie, 1 Folge)
- 2013: Aktenzeichen XY … ungelöst (Fernsehserie, 1 Folge)
- 2013: Beste Bescherung
- 2016: SOKO Wien (Fernsehserie, 1 Folge)
- 2017: Hubert ohne Staller (Fernsehserie, 1 Folge)
- 2018: Die Toten von Salzburg – Zeugenmord (Fernsehreihe)
- 2018: München Grill (Fernsehserie, 1 Folge)
- 2018: Die Chefin (Fernsehserie, 1 Folge)
- 2019: Tatort: Ein Tag wie jeder andere
- 2019–2021: Racko – Ein Hund für alle Fälle (Fernsehserie, 3 Folgen)
- 2023: Watzmann ermittelt (Fernsehserie, 1 Folge)
- 2023: Himmel, Herrgott, Sakrament (Fernsehserie, 1 Folge)
- 2025: Sturm der Liebe (Fernsehserie)